# مقصد نهایی
مقصد نهایی (به انگلیسی: Final Destination) این فیلم اولین فیلم از سری فیلم‌های مقصد نهایی است و در سال ۲۰۰۰ به کارگردانی جیمز وانگ ساخته شد. در این فیلم دوون ساوا در نقش الکس برووینگ بازی کرد. همچنین در این فیلم بازیگرانی چون الی لارتر و شون ویلیام اسکات ایفای نقش کردند.

## خلاصه داستان
پرواز شماره ۱۸۰ با مسافرانش که عمدتاً دانش آموز هستند میخواهد حرکت کند که ناگهان یکی از مسافران به نام الکس برووینگ حادثه سقوط هواپیما را میبیند و با هشدار به همکلاسی‌هایش جان ۷ نفر از آن‌ها را نجات میدهد ولی کماکان مرگ آن‌ها را تعقیب می‌کند و آن‌ها یکی پس از دیگری به همان ترتیبی که باید در هواپیما میمردند کشته می‌شوند و الکس میفهمد که مرگ یک نقشه ویک لیست دارد که باید به آن عمل کند.